# Hoya affinis
Hoya affinis, zimzelena trajnica iz roda voštanog cvijeta. Postojbina su joj Solomonski otoci. Vernakularno je među uzgajivačima poznata kao »crveni voštani cvijet«.